# Enrique Wilson
Enrique Wilson Martes (né le 27 juillet 1973 à Saint-Domingue en République dominicaine) est un ancien joueur de champ intérieur de la Ligue majeure de baseball.
Il évolue de 1997 à 2005, portant les couleurs de 4 équipes. Frappeur ambidextre, il joue tant au deuxième but qu'au troisième but ou à l'arrêt-court.

## Carrière
Il débute dans le baseball majeur le 24 septembre 1997 avec les Indians de Cleveland. Ceux-ci l'échangent le 28 juillet 2000, donc en cours de saison, aux Pirates de Pittsburgh en compagnie du voltigeur Alex Ramírez, en retour de Wil Cordero. Moins d'un an plus tard, le 13 juin 2001, les Pirates l'envoient aux Yankees de New York en échange du lanceur de relève gaucher Dámaso Marte.
Wilson est joueur réserviste à New York jusqu'à la fin de la saison 2004, et fait partie de deux formations championnes de la Ligue américaine (2001 et 2003). Il dispute donc deux Séries mondiales, où chaque fois les Yankees sont vaincus.
Espérant une victoire des Yankees en Série mondiale 2001, Wilson avait prévu, le cas échéant, passer une semaine à New York à célébrer le titre avant de retourner pour l'hiver dans son pays natal. La finale se termina le 4 novembre 2001, et Wilson avait réservé une place à bord du vol 587 American Airlines, qui devait effectuer la liaison vers Saint-Domingue le 12 novembre. Mais dans le 7e match de la série finale, son coéquipier et ami Mariano Rivera perd l'avance que les Yankees possèdent en fin de 9e manche, permettant aux Diamondbacks de l'Arizona d'effectuer un revirement inattendu pour se sauver avec le titre. Wilson précipite donc son retour vers la République dominicaine et est déjà chez lui lorsque le vol 587 s'écrase sur un quartier de New York peu après le décollage, entraînant la mort des 260 occupants de l'avion.
Enrique Wilson joue ses 15 derniers matchs dans les majeures avec les Cubs de Chicago en 2005. En 555 matchs joués au total sur 9 saisons dans la Ligue majeure de baseball, il a réussi 343 coups sûrs dont 22 circuits, récolté 155 points marqués et 141 points produits. Sa moyenne au bâton en carrière se chiffre à ,244. Il a récolté 7 coups sûrs en 17 matchs des séries éliminatoires, auxquelles il a participé avec Cleveland en 1998 et 1999, puis avec les Yankees en 2001, 2002 et 2003. Il est aussi notable pour avoir connu beaucoup de succès contre l'un des meilleurs lanceurs de l'histoire, Pedro Martínez : frappeur au talent offensif modeste, Wilson frappe dans une moyenne au bâton de ,364 en 35 passages au bâton contre Martinez en saison régulière. Il est cependant 0 en 4 contre lui en éliminatoires.